# Zofia Dąbrowska (Sprawiedliwa wśród Narodów Świata)
Zofia Dąbrowska – polska „Sprawiedliwa wśród Narodów Świata”.

## Życiorys
W trakcie II wojny światowej mieszkała w Warszawie. Była wówczas szwaczką. Miała żydowskiego męża o imieniu Jan, z którym przebywała w miejscowym getcie. Na początku 1942 r. udało im się zbiec z zamkniętej dzielnicy i znaleźć kryjówkę w jednym z mieszkań. Przebywali w pomieszczeniu, które odgrodzono specjalnie wzniesioną ścianą. Po pewnym czasie do Zofii i ukrywającego się wraz z nią Jana dołączyli inni Żydzi, członkowie rodziny - siostra Jana, Estera, a także Doris i brat Jana wraz ze swoim przyjacielem, aktorem Salomonem Kutnerem. Dąbrowska pokrywała koszty utrzymania całej grupy ze swoich niewielkich zarobków. Pomagała im jak tylko mogła, zapewniając jedzenie i niezbędne ekwipunki. W sierpniu 1944 r. wybuch Powstania Warszawskiego zmusił całą grupę do opuszczenia dotychczasowej kryjówki. Nie wszystkim z Żydów, ukrywanych przez Zofię, udało się przeżyć. 
13 listopada 1984 r. Instytut Jad Waszem uhonorował Zofię Dąbrowską medalem „Sprawiedliwy wśród Narodów Świata”.